# José Ignacio de Alvarado y Perales
José Ignacio Fernández de Alvarado y Perales (Lima, 1723 - 24 de setiembre de 1804) fue un sacerdote criollo que ocupó altos cargos eclesiásticos y académicos en el Virreinato del Perú. Rector de la Universidad de San Marcos.

## Biografía
Sus padres fueron el madrileño Eugenio Fernández de Alvarado y Colomo, gobernador de Popayán y el Callao, y la limeña María Catalina de Perales y Hurtado, IV Condesa de Cartago. Hermano menor de Eugenio Fernández de Alvarado, gobernador de Orán y las Canarias, y primer Marqués de Tabalosos.
Inició sus estudios en el Real Colegio de San Martín (1733), luego de recibir las órdenes mayores, obtuvo los grados de Doctor en Leyes y Cánones en la Universidad de San Marcos (1744). Comenzó su carrera docente como catedrático de Segundas Vísperas (1746), y luego del Maestro de las Sentencias (1747). Elegido rector de su Universidad (1778), el claustro solicitó autorización del Virrey para que continuase su gestión durante tres años más, para culminar las obras que había iniciado: Ordenó el régimen económico, incorporó la biblioteca jesuita del desaparecido Colegio Máximo de San Pablo, comprobó su inventario y de construir el local donde se la debía instalar.
En su carrera eclesiástica, se inició como cura de San Jerónimo de Pativilca y de vuelta a Lima, fue provisor del Monasterio de Santa Catalina, canónigo penitenciario, juez de diezmos y examinador sinodal del Arzobispado. Como teólogo consultor y procurador del Cabildo Metropolitano, participó en el VI Concilio Provincial Limense (1772). Destinado al curato de San Vicente de Cañete, a su retorno a Lima alcanzaría las dignidades de tesorero (1802) y chantre (1803) en el cabildo eclesiástico.
| Predecesor: Joaquín Bouso Varela | Rector de la Universidad de San Marcos 1778 - 1783 | Sucesor: José Miguel de Villalta |